# Rui Patrício
Rui Pedro dos Santos Patrício (* 15. Februar 1988 in Marrazes) ist ein portugiesischer Fußballtorwart. Er spielte zwischen 2010 und 2024 für die Nationalmannschaft Portugals, mit der er 2016 Europameister wurde.

## Karriere

### Verein
Patrício spielt seit seiner Jugend bei Sporting Lissabon. Am 19. November 2006 debütierte er in der Primeira Liga. Dies blieb sein einziger Einsatz in der Saison 2006/07. Als Stammtorhüter Ricardo den Verein vor der Saison 2007/08 verließ, kämpften Patrício, Tiago und Neuzugang Vladimir Stojković um dessen Nachfolge. Patrício setzte sich schließlich Mitte der Hinrunde durch und ist seitdem Sportings Stammtorhüter. Er gewann 2007, 2008 und 2015 den Pokal und in den Folgejahren jeweils den Supercup. Darüber hinaus nahm er sechsmal an der UEFA Champions League teil, wobei der Achtelfinaleinzug 2008/09 den größten Erfolg darstellt. In der UEFA Europa League 2011/12 schied Patrício mit Sporting erst im Halbfinale gegen Athletic Bilbao aus.
Nachdem Sporting Lissabon im Mai 2018 die Qualifikation für die Champions League verpasst hatte, wurde das Trainingsgelände und die Umkleidekabine des Klubs von gewalttätigen Anhängern gestürmt. Sein Teamkollege Bas Dost erlitt eine Kopfverletzung. Daraufhin kündigte Patrício – neben Trainer Jorge Jesus, Bruno Fernandes, Gelson Martins, William Carvalho, Daniel Podence und Bas Dost – seinen Vertrag zum Saisonende, da „gültige Motive“ für eine einseitige Vertragsauflösung vorlägen.
Zur Saison 2018/19 wechselte Patrício in die englische Premier League zu den Wolverhampton Wanderers. Er unterschrieb beim vom Portugiesen Nuno Espírito Santo trainierten Aufsteiger einen Vertrag mit einer Laufzeit bis zum 30. Juni 2022.
Zur Saison 2021/22 lotste ihn sein Landsmann José Mourinho in die italienische Serie A zur AS Rom. Die Ablösesumme betrug 11,5 Millionen Euro zuzüglich möglicher Bonuszahlungen. Er unterschrieb einen Dreijahresvertrag bis Ende Juni 2024. Der Vertrag wurde nach Ablauf nicht verlängert.
Patrício schloss sich daraufhin Atalanta Bergamo an, blieb dort jedoch hinter Marco Carnesecchi nur Ersatzspieler. Nach dem Auslaufen seines Vertrags im Sommer 2025 wechselte er für die FIFA-Klub-Weltmeisterschaft 2025 zum al Ain Club. Für die Mannschaft absolvierte er zwei Einsätze, ehe mit dem Ausscheiden in der Gruppenphase auch sein Vertrag dort endete.

### Nationalmannschaft

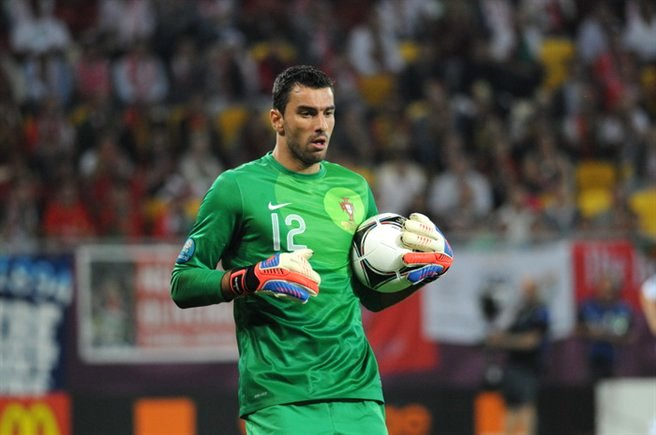
Rui Patrício während der EM 2012

Patrício spielte 2003 erstmals für die portugiesische U-16-Auswahl. Mit der U17 nahm er im September 2004 an der ersten Qualifikationsrunde für die U-17-Europameisterschaft 2005 teil, die Portugal in Belarus mit drei Siegen überstand, in denen er nur ein Gegentor kassierte. In der zweiten Qualifikationsrunde im März 2005 in Kroatien musste er dagegen fünf Gegentore hinnehmen und schied mit seiner Mannschaft als Gruppendritter aus. Im Oktober 2006 überstand er mit der U-19-Auswahl in Norwegen die erste Qualifikationsrunde zur U-19-Europameisterschaft 2007 und musste nur beim 2:2 gegen den Gastgeber zwei Gegentore zulassen. Auch in der zweiten Qualifikationsrunde im Mai 2007 in Schottland kassierte er nur zwei Gegentore gegen den Gastgeber, seine Mitspieler schossen aber vier. Als Gruppensieger qualifizierte sich Portugal schließlich für die Endrunde im Juli in Österreich. An dieser nahm Patrício aber nicht teil. Stattdessen stand er bei der U-20-Weltmeisterschaft 2007 in Kanada im portugiesischen Tor, scheiterte aber mit seiner Mannschaft im Achtelfinale mit 0:1 am späteren Dritten Chile.
Ohne ein A-Länderspiel bestritten zu haben, gehörte Patrício zum Kader Portugals bei der EM 2008. Erwartungsgemäß kam er während des Turniers nicht zum Einsatz, da im Tor der Portugiesen weiterhin Ricardo gesetzt war, dessen Posten er 2007 bei Sporting übernommen hatte. Ricardo verlor zwar nach der EM seinen Stammplatz im Tor und kam zu keinem weiteren Länderspiel, beerbt wurde er aber zunächst von Quim. Bei den beiden letzten Spielen der Qualifikation für die U-21-EM 2009 stand Patrício abermals im Tor der portugiesischen U-21-Auswahl, die im Wembley-Stadion mit 0:2 gegen England verlor und durch ein 2:2-Unentschieden im letzten Spiel gegen Irland die Endrunde verpasste.
Als Quim Anfang 2009 seinen Platz im Tor der A-Nationalmannschaft verlor, stand Eduardo als dessen Nachfolger bei der WM 2010 im Tor. Patrício wurde für das Turnier nicht berücksichtigt und kehrte für die drei letzten Spielen der Qualifikation zur U-21-EM 2011 im August und September 2010 ins Tor der U-21-Auswahl zurück. Durch eine 0:1-Niederlage gegen England verpassten die Portugiesen aber erneut die Endrunde.
Am 17. November 2010 kam Patrício beim 4:0-Sieg gegen Weltmeister Spanien zu seinem A-Länderspieldebüt, als er zur zweiten Halbzeit für Eduardo eingewechselt wurde. Fortan lieferte er sich mit Eduardo einen Konkurrenzkampf um den Platz im Tor, in den später noch Beto und Anthony Lopes mit eingriffen, der aber weitgehend zu Gunsten von Patrício ausging. So bestritt er die EM 2012, bei der Portugal im Halbfinale gegen Spanien im Elfmeterschießen ausschied, als Stammtorhüter. Bei der WM 2014 stand er im Auftaktspiel gegen den späteren Weltmeister Deutschland ebenfalls im Tor. Nachdem er aber vier Gegentore kassiert und sich verletzt hatte, wurde er im zweiten Spiel gegen die USA durch Beto ersetzt. Beto spielte anschließend auch im letzten Gruppenspiel gegen Ghana, das die Portugiesen mit 2:1 gewannen. Ungeachtet dessen schied Portugal nach der Vorrunde aus.
Nach der WM erhielt Patrício seinen Stammplatz im Tor zurück und kam in allen Spielen der Qualifikation für die EM 2016 zum Einsatz, wogegen seine Konkurrenten nur in Freundschaftsspielen eingesetzt wurden. Dementsprechend wurde er in das portugiesische Aufgebot für die Europameisterschaft 2016 aufgenommen und hütete anschließend in allen Spielen das Tor. Im Viertelfinale gegen Polen bestritt er sein 50. Länderspiel und sicherte seiner Mannschaft im Elfmeterschießen den Einzug ins Halbfinale. Nach dem Finale, das die Portugiesen mit 1:0 nach Verlängerung gegen Gastgeber Frankreich gewannen, wurde er vom Kicker-Sportmagazin für seine Leistung als einziger Spieler mit der Note „Sehr gut“ und als „Spieler des Spiels“ ausgezeichnet. Darüber hinaus wurde er von der UEFA in die Mannschaft des Turniers berufen.
Bei der WM 2018 schied er mit Portugal im Achtelfinale nach einem 1:2 gegen Uruguay aus, bei der EM 2021 ebenfalls im Achtelfinale nach einem 0:1 gegen Belgien. Am 12. Oktober 2021 bestritt er als siebter Portugiese sein 100. Länderspiel. Vor der WM 2022 verlor er seinen Stammplatz an Diogo Costa.

## Erfolge
In der Nationalmannschaft
- Europameister: 2016
- UEFA Nations League: 2019
- All-Star-Team der Europameisterschaft 2016

Im Verein
- UEFA Europa Conference League: 2022
- Portugiesischer Pokalsieger: 2006/07, 2007/08 (jeweils ohne Einsatz), 2014/15
- Portugiesischer Ligapokalsieger: 2017/18
- Portugiesischer Supercupsieger: 2007 (ohne Einsatz), 2008, 2015